# Monacon tricorne
Monacon tricorne är en stekelart som beskrevs av Boucek 1980. Monacon tricorne ingår i släktet Monacon och familjen gropglanssteklar.
Artens utbredningsområde är:
- Papua Nya Guinea.
- Filippinerna.

Inga underarter finns listade i Catalogue of Life.